# Bolibean
Bolibean is een bestuurslaag in het regentschap Lembata van de provincie Oost-Nusa Tenggara, Indonesië. Bolibean telt 298 inwoners (volkstelling 2010).